# Tabanus auricircus
Tabanus auricircus är en tvåvingeart som beskrevs av Philip 1979. Tabanus auricircus ingår i släktet Tabanus och familjen bromsar. Inga underarter finns listade i Catalogue of Life.